# Canton de Saint-Genest-Malifaux
Le canton de Saint-Genest-Malifaux est une ancienne division administrative française située dans le département de la Loire et la région Rhône-Alpes.

## Géographie
Ce canton était organisé autour de Saint-Genest-Malifaux dans l'arrondissement de Saint-Étienne. Son altitude variait de 597 m (Planfoy) à 1 308 m (Le Bessat) pour une altitude moyenne de 981 m.

## Représentation

### Conseillers d'arrondissement (de 1833 à 1940)
| Période                                  | Période          | Identité                         | Étiquette | Qualité |
| ---------------------------------------- | ---------------- | -------------------------------- | --------- | --- |
| 1833                                     | 1836             | M. Tardy                         |           | Propriétaire à Marlhes                                                                                      |
| 1836                                     | 1842             | M. Courbon                       |           | Propriétaire à Saint-Genest-Malifaux                                                                        |
| 1842                                     | 1848             | Jean Baptiste Drevet             |           | Maire de Saint-Genest-Malifaux                                                                              |
|                                          |                  |                                  |           | |
| 1861                                     | 1870             | Jean-Louis Terrat                |           | Maire de Saint-Genest-Malifaux                                                                              |
| 1870                                     | 1875 (démission) | Paul Courbon-Lafaye              |           | Propriétaire agriculteur, maire de Marlhes                                                                  |
|                                          |                  |                                  |           | |
|                                          | 1890 (décès)     | Jean-Baptiste Drevet (1824-1890) |           | Marchand de vin, maire de Saint-Genest-Malifaux                                                             |
|                                          |                  |                                  |           | |
|                                          | 1902             | Pierre Marius Courbon            |           | Propriétaire à Saint-Genest-Malifaux                                                                        |
|                                          |                  |                                  |           | |
| av.1919                                  | 1925             | Auguste Fournier                 |           | Notaire, maire de Saint-Genest-Malifaux (1902-1924)                                                         |
| 1925                                     | 1936 (décès)     | Jean Courbon-Lafaye              | Droite    | Propriétaire exploitant, maire de Marlhes                                                                   |
| 1937                                     | 1940             | Paul Courbon-Lafaye              | Droite    | Propriétaire exploitant, maire de Marlhes                                                                   |
| 1940                                     |                  |                                  |           | Les conseils d'arrondissement ont été suspendus par la loi du 12 octobre 1940 et n'ont jamais été réactivés |
| Les données manquantes sont à compléter. |                  |                                  |           | |

### Conseillers généraux de 1833 à 2015
| Période | Période      | Identité                                                          | Étiquette              | Qualité |
| ------- | ------------ | ----------------------------------------------------------------- | ---------------------- | --- |
| 1833    | 1852         | Jean-Baptiste Courbon de Lafaye (1791-1862)                       |                        | Négociant et fabricant de rubans à Saint-Etienne Propriétaire, rentier, maire de Marlhes (1821-1832)                                                                       |
| 1852    | 1861         | Nicolas Jean Jacques François-Heurtier                            | Droite                 | Avocat - Député (1849-1851) Membre du Conseil d'État Maire de Saint-Étienne (1848-1852)                                                                                    |
| 1861    | 1875 (décès) | Baron Louis Courbon de Saint-Genest (1824-1875)                   | Légitimiste            | Propriétaire du château de Pérusel à Saint-Genest-Malifaux |
| 1875    | 1908 (décès) | Baron Vital Bernou de Rochetaillée (1839-1908)                    | Conservateur Royaliste | Zouave pontifical, Officier de l'infanterie, Planfoy |
| 1909    | 1940         | Baron Henri Bernou de Rochetaillée (1883-1973, fils du précédent) | Conservateur Royaliste | Propriétaire Maire de Planfoy Nommé conseiller départemental en 1943 |
|         |              |                                                                   |                        | |
| 1945    | 1961         | Paul Courbon-Lafaye (1905-1975)                                   | DVD                    | Président du Groupement interprofessionnel laitier Maire de Marlhes (1936-1944 et 1945-1959), ancien conseiller d'arrondissement                                           |
| 1961    | 1967         | Albert Meyrieux                                                   | DVD                    | Médecin |
| 1967    | 1979         | Jean-Charles Stribick (1905-1994)                                 | DVD                    | Entrepreneur Maire de Saint-Genest-Malifaux de 1959 à 1977 |
| 1979    | 2004         | Daniel Mandon                                                     | UDF                    | Professeur d'université Maire de Saint-Genest-Malifaux (1983-2014) Vice-Président du Conseil Général Député de 1993 à 1997 Suppléant du député Dino Cinieri de 2002 à 2007 |
| 2004    | 2015         | Jean Gilbert                                                      | SE                     | Maire de Marlhes de 1995 à 2014 conseiller général délégué à l’environnement                                                                                               |

## Composition
Le canton de Saint-Genest-Malifaux regroupait huit communes et comptait 8 636 habitants (population légale 2010 sans doubles comptes).
| Communes                | Population (2012) | Code postal | Code Insee |
| ----------------------- | ----------------- | ----------- | ---------- |
| Le Bessat               | 438               | 42660       | 42017      |
| Jonzieux                | 1 217             | 42660       | 42115      |
| Marlhes                 | 1 393             | 42660       | 42139      |
| Planfoy                 | 909               | 42660       | 42172      |
| Saint-Genest-Malifaux   | 2 931             | 42660       | 42224      |
| Saint-Régis-du-Coin     | 374               | 42660       | 42280      |
| Saint-Romain-les-Atheux | 924               | 42660       | 42286      |
| Tarentaise              | 450               | 42660       | 42306      |

## Démographie
| 1962  | 1968  | 1975  | 1982  | 1990  | 1999  | 2010  |
| ----- | ----- | ----- | ----- | ----- | ----- | ----- |
| 4 683 | 4 937 | 5 056 | 6 315 | 6 933 | 7 865 | 8 636 |